# Christian Kieckens
Christian Kieckens (24. ledna 1951, Aalst – 11. května 2020, Brusel) byl belgický architekt a také fotograf a učitel.

## Životopis
Kieckens promoval v roce 1974 na Sint-Lucasinstituut v Gentu. Získal ocenění Godecharleprijs za architekturu (1981) a Vlaamse Cultuurprijs za architekturu (1999). Od roku 2002 měl v Bruselu vlastní architektonickou společnost Christian Kieckens Architects a stal se profesorem na Artesis Hogeschool Antwerpen.

## Díla
- Studentské centrum Maastricht
- Studentské centrum Tilburg
- Most v Brugge
- Expo hallen Kortrijk
- Krematorium Zemst
- Publisher Sanderus, Oudenaarde („indrukken uitdrukken“)
- Architect museum